# Plantă anuală

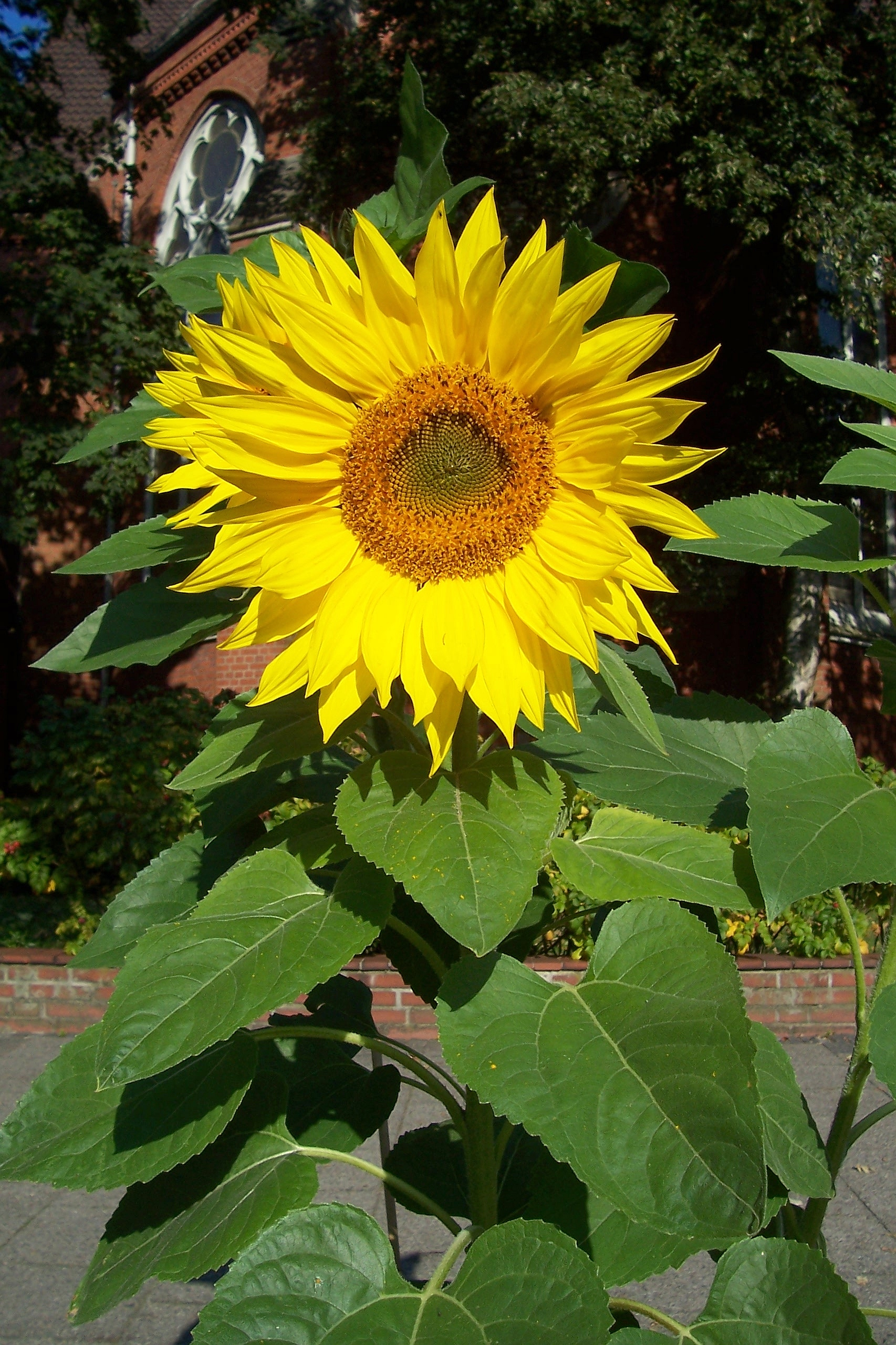
Floarea-soarelui (Helianthus annuus) este o plantă anuală

O plantă anuală este o plantă care își finalizează ciclul de viață, de la germinație până la producerea semințelor, într-un singur sezon de creștere, și apoi moare. Durata sezoanelor de vegetație și perioada în care au loc variază în funcție de localizarea geografică și este posibil să nu corespundă celor patru anotimpuri ale anului. După anotimpurile tradiționale, plantele anuale sunt, în general, clasificate în plante anuale de vară și plante anuale de iarnă. Plantele anuale de vară germinează în primăvara sau începutul verii și se maturizează până în toamna aceluiași an. Plantele anuale de iarnă germinează în timpul toamnei și se maturizează în primăvara sau în vara anului calendaristic următor.
Exemple: floarea soarelui, mazărea, fasolea, cartoful.